# Gunung Tua Ms
Gunung Tua Ms is een bestuurslaag in het regentschap Mandailing Natal van de provincie Noord-Sumatra, Indonesië. Gunung Tua Ms telt 542 inwoners (volkstelling 2010).